# Curriea nigriventris
Curriea nigriventris är en stekelart som beskrevs av Szepligeti 1913. Curriea nigriventris ingår i släktet Curriea och familjen bracksteklar. Inga underarter finns listade i Catalogue of Life.